# جاك ويلكينسون
جاك ويلكينسون (بالإنجليزية: Jack Wilkinson)‏ (12 سبتمبر 1985 في المملكة المتحدة - ) هو لاعب كرة قدم بريطاني في مركز الهجوم. لعب مع نادي هارتلبول يونايتد وويتبي تاون ‏.

## وصلات خارجية
- جاك ويلكينسون على موقع قاعدة بيانات كرة القدم.إي يو (الإنجليزية)
- جاك ويلكينسون على موقع Soccerbase.com (لاعب) (الإنجليزية)